# روسكو تورنر
روسكو تورنر (بالإنجليزية: Roscoe Turner)‏ هو طيار أمريكي، ولد في 29 سبتمبر 1895 في كورينث في الولايات المتحدة، وتوفي في 23 يونيو 1970.

## روابط خارجية
- روسكو تورنر على موقع IMDb (الإنجليزية)
- روسكو تورنر على موقع قاعدة بيانات الفيلم (الإنجليزية)